# 센털등털벌레목
센털등털벌레목( - 目)은 복모동물문의 한 목이다. 이 목에 속하는 동물들은 볼링핀이나 병 비스무레하게 생겼으며 민물과 바닷물 양쪽에 모두 산다. 다른 복모동물과의 차이는 인두에 작은 구멍이 없다는 것이다.